# Pseudopenthes fenestrata
Pseudopenthes fenestrata är en tvåvingeart som beskrevs av Roberts 1928. Pseudopenthes fenestrata ingår i släktet Pseudopenthes och familjen svävflugor. Inga underarter finns listade i Catalogue of Life.